# Libermont
Libermont ist eine französische Gemeinde mit 179 Einwohnern (Stand: 1. Januar 2022) im Département Oise in der Region Hauts-de-France. Sie gehört zum Kanton Noyon (bis 2015: Kanton Guiscard) und zum Gemeindeverband Pays Noyonnais.

## Geografie
Libermont liegt im Pays Noyonnais 33 Kilometer nordnordöstlich von Compiègne am Canal du Nord. Umgeben wird Libermont von den Nachbargemeinden Ercheu im Norden und Westen, Grécourt im Norden, Esmery-Hallon im Osten und Nordosten, Fréniches im Osten und Südosten sowie Frétoy-le-Château im Süden.

## Bevölkerungsentwicklung
| Jahr                      | 1962 | 1968 | 1975 | 1982 | 1990 | 1999 | 2006 | 2013 |
| ------------------------- | ---- | ---- | ---- | ---- | ---- | ---- | ---- | ---- |
| Einwohner                 | 186  | 161  | 155  | 155  | 166  | 187  | 200  | 210  |
| Quelle: Cassini und INSEE |      |      |      |      |      |      |      |      |